# Velibor Nenadić
Velibor Nenadić (serbisch-kyrillisch Велибор Ненадић; * 11. April 1957 in Jugoslawien) ist ein ehemaliger serbischer Handballspieler und -funktionär. Der überwiegend im linken Rückraum eingesetzte gebürtige Jugoslawe spielte für den TSV GWD Minden in der 2. Bundesliga.

## Karriere
Der 1,90 m große Nenadić spielte bis 1986 bei Roter Stern Belgrad in der jugoslawischen Liga. Ab 1978 war er Kapitän der Mannschaft. In der Saison 1986/87 spielte er für den deutschen Zweitligisten TSV GWD Minden. Trotz seiner 143 Tore wurde der Aufstieg verpasst und Nenadić wechselte nach Frankreich zu Stade Marseillais Université Club und 1989 zu Lille UC. Später war er Manager von Roter Stern Belgrad.
Mit dem jugoslawischen Nationalteam nahm er an den Olympischen Sommerspielen in Moskau 1980 teil. Insgesamt bestritt er 44 Länderspiele.

## Familie
Sein Bruder Marko wurde während seiner Zeit bei US Dunkerque unter anderem Torschützenkönig der französischen Ligue Nationale in der Saison 1989/90. Seine Söhne Petar (Telekom Veszprém) und Draško (BM Granollers) sind ebenfalls Handballspieler. Seine Frau Dragica war erfolgreiche Basketballspielerin.